# Sicsi-Go-Szan
A Sicsi-go-szan (Hét-öt-három) egy hagyományos átmeneti rítus és fesztivál nap Japánban a három és hétéves lányoknak és a három és ötéves fiúknak, melyet november 15-én tartanak, hogy megünnepeljék a kisgyermekek növekedését és imádkozzanak a jóllétükért. Mivel ez nem egy nemzeti ünnep, a legközelebbi hétvégén tartják meg általában.

## Történelem
Úgy tartják, hogy a Sicsi-go-szan a Heian-korszakból ered, az udvari nemesek köréből, akik gyermekeik közép-gyerekkorba való áthaladását ünnepelték. A három, öt és hét életkorok szoros kapcsolatban vannak a Kelet-ázsiai számmisztikával, miszerint a páratlan számok szerencsések. A Kamakura-korszakban tették időpontját a hónap 15. napjára.
Idővel a hagyomány a szamuráj osztályhoz is elért, akik sokféle rituálét is hozzátettek. A gyerekeknek (akiknek hároméves korukig le kellett borotválni a fejüket) megengedték, hogy megnövesszék a hajukat. Az ötéves fiúk viselhettek hakamát,a hetedik életévüket betöltő lányok pedig lecserélhették a zsinórt, amivel kimonójukat megkötötték, a hagyományos obira. A Meidzsi-korszakra a köznép körében is elterjedt és új, modern rituálék alakultak ki, mint például a szentélylátogatás, ahol elűzték a gonosz szellemeket és hosszú és egészséges életért imádkoztak.

## Mai gyakorlása
A Meidzsi-kor óta kicsit változott a tradíció. Míg a rituálé a hajat illetően megszűnt, a három és ötéves fiúk és a három és hétéves lányok még mindig kimonóban látogatják meg a szentélyeket. A hároméves lányok hifut viselnek a kimonóval. Természetesen van olyan gyerek is, aki nyugati stílusú formális ruhát visel, ami nem meglepő mert köztudott, hogy Japán mindenféle kultúrát és szokást képes magába olvasztani nyugatról. Egy még modernebb formája az ünnepnek a fényképezés és ezen a napon a gyerekeket szokták fényképezni. Néhány család úgy tartja meg a rítust, hogy hagyományos módon számolják az életkort (Kazoedosi).

## Csitosze Ame
Ezen a napon szokás csitosze ame (ezeréves cukor) cukorkát adni a gyerekeknek. A csitosze ame hosszúkás piros vagy fehér színű( ezek a színek szerencsések japánban), ami az egészséges növekedést és a hosszú életet szimbolizálja. A cukorkákat rizspapírból készült darvakkal és teknősökkel díszített zsákba teszik.

## Fordítás
- Ez a szócikk részben vagy egészben a Shichi-Go-San című angol Wikipédia-szócikk ezen változatának fordításán alapul.  Az eredeti cikk szerkesztőit annak laptörténete sorolja fel. Ez a jelzés csupán a megfogalmazás eredetét és a szerzői jogokat jelzi, nem szolgál a cikkben szereplő információk forrásmegjelöléseként.